# Host és hostess klubok
A hostess klubok Japán és a magas japán populációval rendelkező kelet-ázsiai országok éjszakai szórakoztatóiparának gyakori elemei. Elsősorban női személyzetet alkalmaznak a férfi vendégek kiszolgálására, akik figyelmes beszélgetőpartnerekre vágynak. Az újkeletűbb host klubok ezekhez hasonló létesítmények, azonban ezekben férfi alkalmazottak szolgálják ki a női vendégeket. A host és hostess klubok a mizu sóbai („vízkereskedelem”) részei.

## Hostess klubok

### Kjabakurák

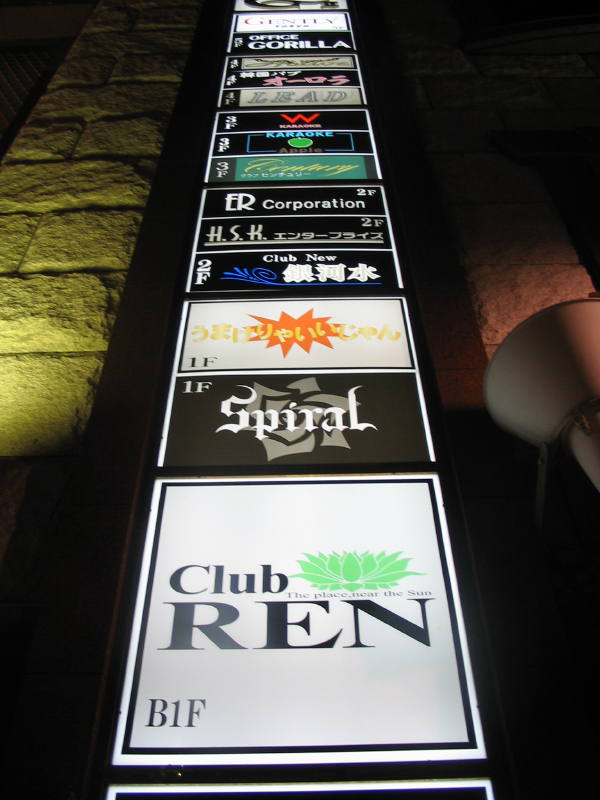
Hostess klubok táblái a tokiói Kabukicsóban

Japánban két fajta bárt tekintenek hostess kluboknak, az egyik a kjabakura (キャバクラ; Hepburn: kyabakura). A „kjabakura” kifejezés a kjabaré (キャバレー; Hepburn: kyabarē, ’kabaré’) és a kurabu (クラブ, ’klub’) szavak összerántása. A kjabakurákban dolgozó hostessesek kjabadzsóként (キャバ嬢; Hepburn: kyabajō, ’kabarélány’) ismertek, sokuk művésznevet vagy japánul „gendzsi nevet” (源氏名; Hepburn: genji-na) is felvesz. A hostessek cigarettát gyújtanak, italt töltenek, flörtölnek és karaokéznak a vendégek szórakoztatására. A hostessek a gésák modern kori megfelelői, hiszen ők is szórakoztatják a munka után megfáradt férfiakat, elsősorban a „salarymaneket”. A klubok gyakran női csapost is alkalmaznak, aki általában képzettek a mixológiában, és egyben menedzserek vagy mamaszanok is lehetnek. A hostess klubokat az különbözteti meg a sztriptízbároktól, hogy ezekben se táncolás, se meztelenkedés sincs.
A hostessek gyakran minden éjszaka együtt italoznak a vendégekkel, így nem ritkák az alkoholproblémák. A legtöbb bár jutalékos rendszerben működik, amiben a hostessek a bevétel bizonyos százalékát kapják meg. Példának okáért, ha egy vendég 20 dollárért vesz egy italt a hostessnek, ami az alkalmak döntő többségében alkoholmentes (narancslé, gyömbérsör), és a vendég megvásárolta a hostess osztatlan figyelmet az elkövetkezendő 30–45 perce. A hostess a bevételeken 50/50 százalékban osztozik a bárral. A megvásárolt italok alacsony vagy nulla alkoholtartalma lehetővé teszi a maximális nyereséget és biztosítja, hogy a hostess nem részegedik le rövid idő alatt.
Előfordul, hogy a munkahelyek állják a férfi alkalmazottaik vagy ügyfeleik számláit, hogy ezzel erősítsék azok bizalmát. Elmondásuk szerint az egyik hostess klubban az esetek 90 százalékában cégek fizették ki a számlákat.
A vendégeket gyakran szívélyesen fogadják a bejáratnál és a többi vendégtől lehető legtávolabbi asztalhoz ültetik le. Egyes esetekben a vendégek kiválaszthatják, hogy kivel szeretnék tölteni az idejüket, azonban ezt leggyakrabban a bár dönti el. A hostessek mindkét esetben egy bizonyos idő vagy ital után felállnak, hogy a vendégnek lehetősége legyen egy új lányt is megismernie. Ugyan a legtöbb létesítmény férfi felhajtókat alkalmaz a vendégek bevonzására, azonban ez a feladat akár az új hostesseké is lehet.
A hostessek a munkahelyi feladataik mellett általában kötelesek fizetett randevúkat, dóhanokat (同伴; Hepburn: dōhan) is elvállalni a kuncsaftokkal, a munkaterületükön és idejükön kívül. Ezzel a rendszerrel köteléket alakítanak ki az adott hostessek és vendégek között, akik így nagyobb eséllyel térnek vissza később. Néha szex is történik ezeken a fizetett randevúkon. A hostessek fizetéslevonásban részesülhetnek, ha nincs meg nekik a megadott számú dóhan randevújuk.
Tokióban egy a leszbikusokat megcélzó hostess klub is nyílt.
Japánban a hostessmunka népszerű a fiatal külföldi lányok körében, mivel nagy rá a kereslet. A munkavállalási engedélyeket azonban nehéz beszerezni, így sokuk illegálisan dolgozik. A klubok néha kihasználják a nők bizonytalan jogi helyzetét. Az ipar és annak veszélyei 1992-ben a középpontba kerültek, amikor Carita Ridgeway ausztrál hostesst elkábították, majd megölték egy fizetett randevú után, illetve 2000-ben, amikor Lucie Blackman angol hostesst egy kuncsaftja elrabolta, megerőszakolta és megölte. A japán kormány megígérte, hogy gátat fog szabni a külföldiek hostess bárokban való illegális munkavállalásának, azonban egy 2006-os fedett művelet során kiderült, hogy számos hostess bár szívesen alkalmaz külföldi nőket illegálisan. 2007-ben a kormány lépéseket kezdett tenni ezen hostess klubok ellen, ami miatt számos klub bezárt és számos hostesst letartóztattak és kitoloncoltak. A szigorú szabályozások miatt a külföldi nők kizárólag akkor dolgozhatnak legálisan hostessként, ha japán állampolgárok vagy törvényes munkavállalói engedélyük van.[forrás?]
2009 decemberében Kjabakura-szervezet néven szakszervezetet alapítottak a hostess bárok alkalmazottainak érdekképviseletében. A szervezet a hostess bár-alkalmazottak munkáltatói zaklatásokról és a ki nem fizetett bérekről tett panaszaik miatt jött létre.

#### Snack bárok

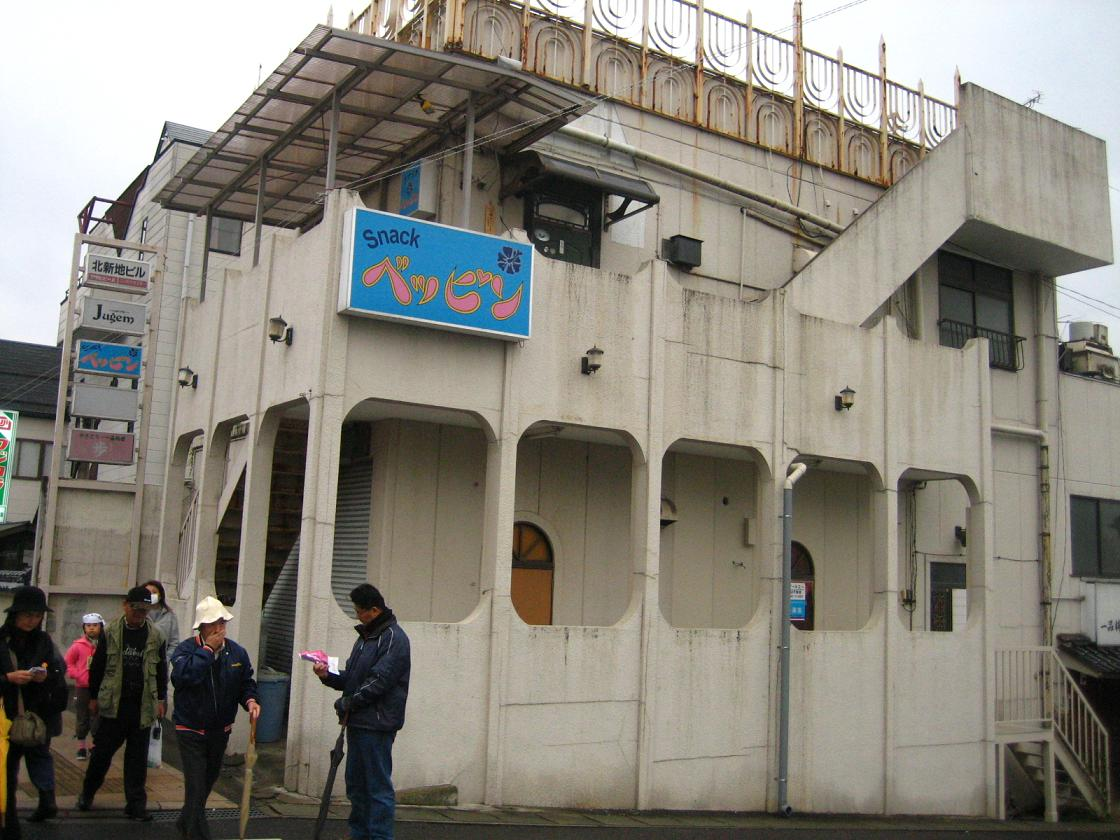
Egy snack bár Szukagavában

A snack bar (スナックバー; Hepburn: sunakku bā) vagy röviden snack egy olyan kifejezés, melyre egy bizonyos hostess klubra, alkoholos italt felszolgáló bárra utalnak, melynek női személyzete van, akiket a férfi vendégekkel való flörtölésért fizetnek. Ugyan az ilyen létesítményekben nincs belépési díj (és gyakran a menüknek sincs megszabott ára), azonban általában vagy tetszőlegesen megszabott árakkal vagy óradíjjal vagy „pohárdíjjal” üzemelnek. Utóbbi azt jelenti, hogy a vendégek a nevükre vesznek egy poharat, amit a későbbi látogatásaira félretesznek.

### Japánon kívüli hostess klubok
A hostess bárok elsősorban a többi kelet-ázsiai országra, illetve Hawaiira, Guamra és Kaliforniára jellemzőek. Hawaiin Oahu szigetének 300 bárjának körülbelül fele bejegyzett hosstess klub. Az ilyen hawaii és guami létesítményeknek elsősorban koreai személyzete van, míg a legtöbb kaliforniai bárnak kínai.[forrás?]
Néhány bár Thaiföldön is hostess bárként sorolja be magát, azonban ezek csak nagyvonalakban hasonlítanak a kelet-ázsiai megfelelőikhez, hiszen gyakorlatilag a helyi go-go bárok egyik táncolás nélküli alfajai.
Magyarországon is vannak hostess klubok kis számban, elegáns környezetben. Ezeknek elsősorban távol-keletiek, azon belül is japánok a vendégei. Többnyire a japán cégek üzleti úton lévő, jómódú közép– és felsővezetői látogatják a bárokat, nem ritkán a cég által térített módon. A magyarországi bárokban hiányzik a Japánban meglévő, munkaidőn kívüli, fizetett „randevú” műfaja, ugyanakkor a hostessek többnyire nagy szabadságot élveznek abban a tekintetben, hogy a bár területén belül hogyan viselkednek a vendéggel: a skála az udvarias és szelíd távolságtartástól a meztelenkedésig és a vendég szexuális jellegű érintéseinek engedéséig terjedhet. Ez a tevékenység különbözik a sztriptízbárok táncosaitól, mert hostessnek a vendég intellektuális szórakoztatása is mindvégig feladata. A nyelvi különbözőségek miatt a magyarországi bárok hostesseinél a vonzó külső mellett az idegennyelv-tudás (elsősorban angol) is kötelező, és rendelkezniük kell általános ismeretekkel az ügyfélkör kultúrájáról is. A vendégek és a bár személyzete, köztük a hostessek jellemzően nagy, nyílt térben együtt vannak jelen, és a hostessnek mindenkoron figyelemmel kell lennie arra, hogy a bárnak megfelelő elegáns keretek között tartsa a saját és az általa – és gyakran némi alkohol által – befolyásolt vendégek viselkedését, így a feltűnést keltő testi intimitás és a szexuális aktus tilos. Ugyanakkor a hostessek javadalmazása a vendég elégedettségétől függ, ezért érdekeltek abban, hogy a vendég – akár erotikus – kéréseit teljesítsék. Így a hostessek és a bárok is minél inkább egy visszajáró, ismert ügyfélkört igyekeznek kialakítani, mert előnyben részesítik azokat a vendégeket, akik akár szexuális kísértés ellenére is mértéktartóan és kulturáltan viselkednek a tartózkodásuk során.

## Host klubok
A host klubok (ホストクラブ) a hostess klubokhoz hasonlóak, azonban azzal a különbséggel, hogy ezekben nők fizetnek a férfiak figyelméért. Néhány host klub férfi transznemű házigazdákra specializálódott. A host klubok általában Japán népesebb területeire jellemzőek, Tokió Kabukicsó, illetve Oszaka Umeda és Namba kerületében kifejezetten sok van. Az ilyen bárok vendégei általában gazdag férfiak feleségei vagy hostess klubokban dolgozó hostessek.
Az első host klub 1966-ban nyílt meg Tokióban. 1996-ban a tokiói host klubok becsült száma 200 körül volt, és egy éjszaka szexmentes szórakoztatás 500–600 dollárba is kerülhetett. Egy női tanulmányokra specializálódott professzor azzal magyarázta a jelenséget, hogy japán férfiak nem hallgatják meg igazán a nők problémáit, illetve a nők férfiakkal szembeni gondozásvágyára és azok viszonzására vezeti vissza azt.

### Házigazdák
A férfi házigazdák italt töltenek és gyakran flörtölnek a vendégeikkel, sűrűbben mint a női megfelelőik. A csevegéseik általában vidámak, a házigazdáknak különféle szórakoztatókészségei is lehetnek, legyenek azok egyszerű varázstrükkök vagy karizma a történetmeséléshez. Néhány host klubban külön erre a célra felállított színpad is van előadásokhoz, általában táncokhoz vagy színpadi komédiákhoz.
A házigazdák gyakran 18 és a húszas éveik közöttiek. A jellemüket leíró művésznevet (gendzsi-na (源氏名; Hepburn: genji-na) vesznek fel, amit általában a kedvenc mangájuk, filmjük vagy történelmi személyük alapján választanak. A házigazdaként dolgozó férfiak gyakran vagy nem tudtak maguknak szellemi munkát találni vagy csábították a jutalékrendszerből fakadó magas bevétel lehetősége.
Amíg a tokiói hostess bárok gyakran férfiakat küldenek ki az utcára a vendégek becsalogatására, addig a férfi házigazdák gyakran saját maguk mennek ki a kuncsaftokért (ezt kjacsinak (キャッチ; Hepburn: kyachi, ’fogás’) nevezik), bár az ilyen hostok általában fiatalabbak és tapasztalatlanabbak. A hostok gyakori megjelenése a sötét színű öltöny, az ezüst ékszerek, a sötétebb bőrszín és a szőkített haj. Az utóbbi időkben egyre több olyan host klub jelent meg, ahol a házigazdák hétköznapi ruhákat vesznek fel, bár még mindig az elegáns öltözet a jellemző. Ezekben a klubokban „saját ruha napot” (私服デー; Hepburn: shifukudē) is tarthatnak, ami alatt a házigazdák a hétköznapi szerelésükben is megjelenhetnek.
A fizetés általában a kitöltött italoktól függő jutalékalapú fizetési rendszerben működik, ami miatt a házigazdák gyakran az egészséges mértéknél jóval tovább isznak, miközben megpróbálják elrejteni a részegségüket. Mivel az alap órabérük rendkívül alacsony, ezért a kinézete vagy karizmájától függetlenül bármely férfi vállalhat hostmunkát. A legtöbb host, amelyik nem tudja feljebb tornászni a bérét nagyon hamar kilép a szinte jelentéktelen óradíj miatt. A host bárokban a környezet általában nagyon kompetitív, a legtöbb pénzt behozó házigazdának néha több tízezer dolláros jutalmat is felajánlhatnak.

### Italok
A host klubok vendégeinek jelentős számát hostessek teszik ki, akik a munka után, 1:00–2:00 órakor térnek be, így a host bárok gyakran éjfél körül nyitnak és reggel vagy napközben zárnak, így a hostok gyakran a kimerültségig dolgoznak. A klubok nyitvatartási ideje az utóbbi években a rendőrségi elrendelések hatására megváltozott. Erre a host kluboknál felhalmozott, fizetésképtelen vendégek egyre gyakrabban előforduló kisebb prostitúciói miatt került sor. Napjainkikban a legtöbb host klub 16:00 óra körül nyit és 2:00 órakor zár. Néhány klub az elrendelés ellenére is egész éjszaka nyitva van. Az italok ára általában 1000 jen körül kezdődik, de egy üveg pezsgő ára akár a 3 millió jenes magasságot is elérheti.
Egy üveg pezsgő vásárlása általában „pezsgőhívást” (シャンパンコール) eredményez, amely során a klub összes házigazdája összegyűlik az asztalnál egy dal, egy beszéd vagy valamilyen előadás keretében. A pezsgőt a vevő az üvegből issza, amiből utána a választott házigazdája, majd a többi összegyűlt host ihat. Gyakran nedves törölközőt tartanak a vásárló álla alatt, hogy elejét vegyék a kiömlésnek. Az előadás klubonként változhat, viszont úgy gondolják, hogy kabukicsói Rjugudzsó klubból ered.
Különleges alkalmakkor „pezsgőtorony” (シャンパンタワー) is rendelhető, amely során a pezsgősüvegeket piramisba rendezik, majd a legfelső pohárba addig töltenek pezsgőt, míg az, abból kicsordulva meg nem telíti az összes többit. A pezsgőtoronyhoz legalább hat poharat használnak, de egy hétszintes toronyhoz 20 pohár is kellhet. A felhasznált pezsgőtől függően ez 1–2 millió jenbe is kerülhet.

### Etikett
A vendégek első látogatásakor megkapják a szabad házigazdák „menüjét” (男メニュー), majd kiválasztják, hogy melyikkel szeretnének elsőként találkozni, de az éjszaka folyamán a legtöbbel megismerkednek. A vendég ezután kiválaszthatja, hogy melyik hostot kedvelte a legjobban, akit a választott hostjának (指名) tehet. Ezt egy félretett üveg megvásárlásával teheti meg, kimondja, hogy érdekli az adott házigazda vagy megkéri, hogy üljön mellé. A választott host osztalékot kap a vendége későbbi mulatozásaiból. A legtöbb klub tartós jelölés-rendszerben (永久指名) működik, ami szerint, ha ki lett választva egy host, akkor a vendégek annál a klubnál már nem válthatnak hostot.
Alkalmanként a házigazdák munkaidőn kívül mennek el a vendégeikkel étterembe vagy karaokézni. Ezt „afternek” hívják és néhány ember szerint ez udvariatlanság, ennek a host klubban való továbbtartózkodás a „megfelelő” módja. Arra is lehetőség van, hogy a házigazdák egynapos kirándulásra induljanak, viszont kizárólag a saját vendégeikkel tehetik ezt. Ha egy host egy másik host vendégével lép kapcsolatba, akkor azt a házigazdát a klub megbüntetheti vagy ki is rúghatja. Az italok „hitelre” (掛け売り) is vásárolhatóak, de ehhez elkérik a vendég elérhetőségeit és később ki kell fizetnie azt, ha erre nem kerül sor, akkor azt a házigazdájának kell megtérítenie. Udvariatlanságnak számít a vendégek egymagára hagyása is, amit „onlynak” (オンリー) hívnak. A sértegető és kellemetlen vendégeket „fáradságos ügyfeleknek” (痛客) hívják és ki is tilthatják őket a klubból.

### Üzleti stratégia
A házigazdák általában a szex elkerülése mellett akarják azt éreztetni az ügyfeleikkel, hogy fontosok számukra, ami időbe és energiába kerül. Néha, ha a vendég egy nagyobb pénzösszeget fizet és/vagy a házigazda kedveli, akkor le is feküdhetnek. Számos kifejezés van arra a házigazdára, aki szexuális kapcsolatot létesít az ügyfeleivel, így például a „szerelmi üzlet” (色恋営業), az „erotikus szerelem” (色恋), az „erotikus férfi” (色彼), a „párnaüzlet” (枕営業) vagy a „párna” (枕).
Az „üzletnek” más megközelítései is vannak. Példának okáért ott van a „levelezési üzlet” (メール営業), amiben a házigazda rendszeresen e-mail-üzeneteket vált a vendégével, hogy biztosítsa annak visszatérését. Ehhez hasonlóan a házigazdák fel is hívhatják a vendégieket, azonban ez egyre veszít a népszerűségből a levelezési üzlet javára. A hostok gyakran egy üzleti (営業電話) és egy személyes telefont is tartanak maguknál.

## Kjabakura-szervezet
A Kjabakura-szervezet (キャバクラユニオン; Hepburn: Kyabakura Yunion, ’Kabaréklub-szervezet’) szakszervezet a japán hostess klub-alkalmazottak érdekképviseletében. A szervezetet 2009. december 22-én alapította Szakurai Rin. Szakurai a hostess klub-alkalmazottak által jelentett munkáltatói zaklatások és a ki nem fizetett bérek miatt alapította a szervezetet. A szervezet kapcsolatban áll a gyakran „Freeter-szervezetnek” hívott „Részmunkaidős, arbeiter, freeter és külföldi munkavállalók szervezetével”.

## Megjelenése a médiában

### Fikció
Számos japán fiktív mű, így televíziós drámák, regények, videójátékok, mangák és azokon alapuló animék középpontjában állnak host klubok (például: Club 9, Blood Hound vagy a vidámabb Ouran High School Host Club). Ezek célja a széles közönség elérése, bemutatják, hogy hogyan váltak az ilyen klubok elfogadottá, illetve, hogy bizonyos mértékben hogyan épültek be ezek Japán modern városképébe. Ez még a nem japán fiktív művekre is kiterjedt, hiszen például Mo Hayder brit író Tokyo (2000) című regénye is ezen iparág körül forog, főszereplője brit hostess, aki most kezdte a szakmát. A CSI: A helyszínelők amerikai televíziós dráma Feketepiac című epizódjának középpontjában egy Las Vegas-i host klub körüli események állnak. Isaac Adamson Dreaming Pachinko című regényében a Mijuki nevű szereplő egy ginzai hostess klubban dolgozott. A Yakuza című videójátékban be lehet térni a hostess klubokba. A folytatásában egy mellékküldetés is van, ami során a főszereplő maga is házigazda lehet vagy hostess klubot is menedzselhet. Kató Rósza japán színésznő a TV Asahi Dzsótei című televíziós drámájában egy szegény középiskolás diáklányt alakít, akit miután kirúgtak az iskolából kénytelen Tokió első számú hostessévé válni. A 2004-ben megjelent Rajzolt gyilkosság című film főszerepében egy belga lány áll, aki csatlakozik egy tokiói hostess klubhoz és megpróbálja megoldani egy eltűnt orosz hostess rejtélyét. A Starz Ütközések című sorozatában Inez egy Los Angeles-i hostess klubban dolgozik. A Nippon TV 2001-es Ranma ½ élőszereplős különkiadásában Tendó Nabiki apja létesítményében hostesskedik, ahol a főgonosz is gyakran feltűnik. A dél-koreai Beastie Boys című élőszereplős film két fiatalember történetét meséli el, akik Szöul egyik kerületében található női klubban házigazdák.

### Nem fiktív
Számos divat- és életmód-magazin, így többek között a Koakuma Ageha is elsősorban a hostesseknek szól, de ott van a Men’s Knuckle is, ami pedig a hostoknak és néha azok toborzóiknak és rajongóiknak szól. A Koakuma Ageha nem szokványos divatmagazinként ismert, benne valódi hostessek modellkednek, és Japán egyik legkelendőbb divatmagazinja.
Az Inamura Sóhei által rendezett Nippon szengosi: Madamu onboro no szeikacu (にっぽん戦後史 マダムおんぼろの生活) (1970) című dokumentumfilm egy hostess/prostituált életét követi a háború utáni Jokoszuka városában.
Az 1994-ben megjelent Nightwork: Sexuality, Pleasure, and Corporate Masculinity in a Tokyo Hostess Club című könyvben Anne Allison antropológus a hostess bárokat olyan helynek írja le, ahol a „férfiasság együttesen elő van hozva és ritualizálva van az”.
Kim Longinotto 1995-ben megjelent Gésafiúk című dokumentumfilmjében egy sindzsukui host klubot mutatnak be, ahol kizárólag nőknek öltözött férfiak dolgoznak.
A 2000-es Tokyo Girls dokumentumfilmben négy kanadai lány meséli el, hogy milyen volt Japánban hostessként dolgozni.
A The Great Happiness Space egy 2006-ban megjelent dokumentumfilm egy oszakai host klubról.
Justin Lee Collins a brit Channel 5 Turning Japanese című dokumentumfilmjében meglátogat egy oszakai host klubot, ahol egy éjszaka eréig ő is házigazda lesz.